# Chácara das Flores
Chácara das Flores (pronunciación portuguesa: [X'akarA d'As flores], ‘Quinta de las Flores’) es un barrio del distrito de Sede, en el municipio de Santa Maria, en el estado brasileño de Río Grande del Sur. Está situado en el norte de Santa Maria.

## Villas
El barrio contiene las siguientes villas: Balneário das Pedras Brancas, Chácara das Flores, Chácara das Rosas, Desmembramento Fernando Friedrich, Vila Cerro Azul, Vila das Flores, Vila Itagiba, Vila Sant'Anna, Vila Santa Terezinha, Vila São Rafael, Vila Tiarajú, Vila Vitória.

## Galería de fotos

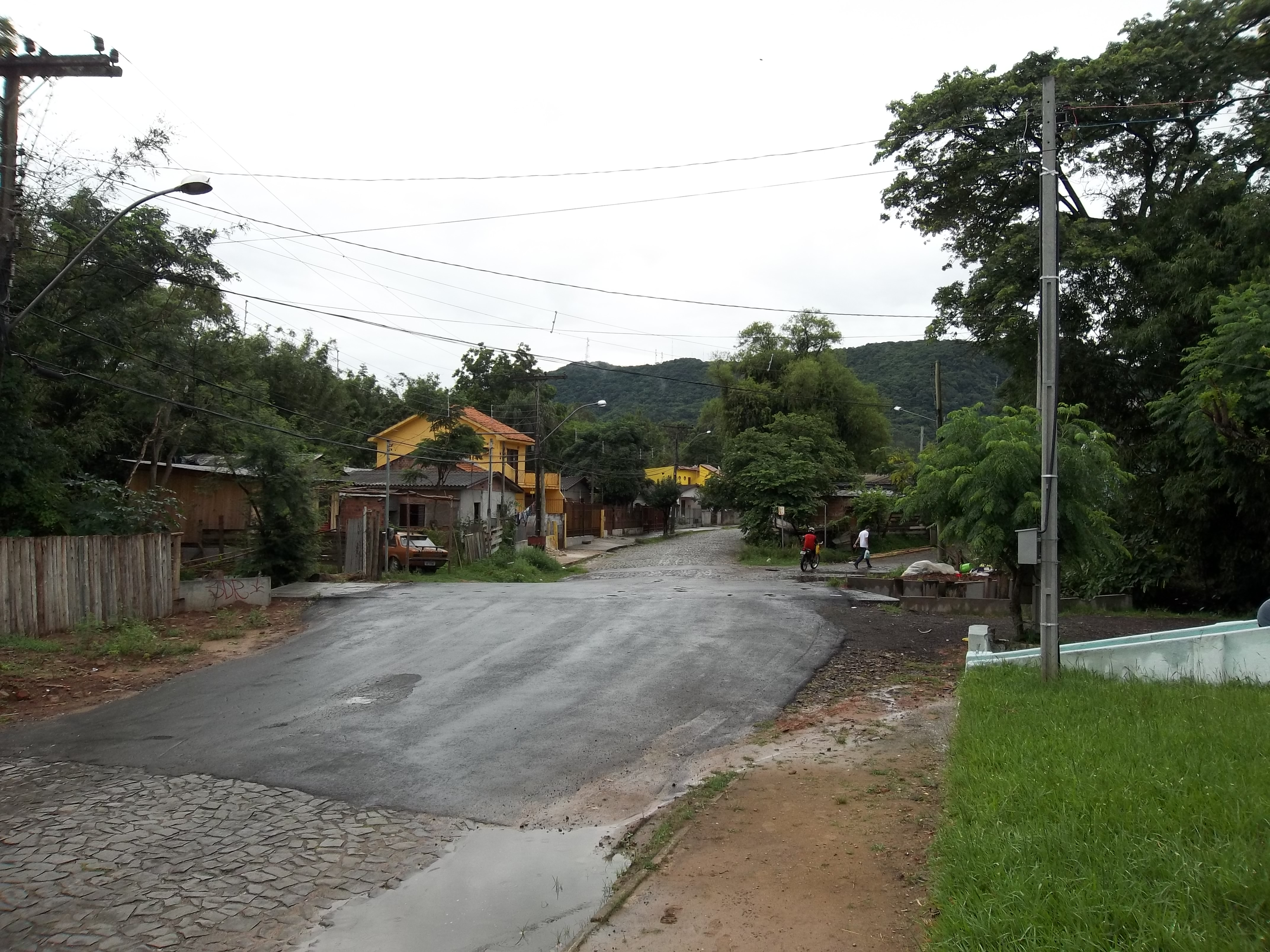

| Noroeste: Santo Antão Caturrita     | Norte: Santo Antão | Nordeste: Nossa Senhora do Perpétuo Socorro |
| Oeste: Caturrita                    |                    | Este: Nossa Senhora do Perpétuo Socorro     |
| Suroeste: Caturrita / Salgado Filho | Sur: Salgado Filho | Sureste: Nossa Senhora do Perpétuo Socorro  |